# Edmond Clément
Edmond Clément (París, 28 de març de 1867 - Niça, 24 de febrer de 1928), va ser un tenor líric francès que va obtenir una reputació internacional a causa de l'art polit del seu cant. Durant la seva carrera també va ensenyar a cantar en privat. Entre els seus notables alumnes es trobava la soprano Marie Sundelius.
L'any 1889 aconseguí el primer premi de cant del Conservatori de París, sent deixeble de Victor Warot; aquell mateix any debutà en l'Òpera Còmica amb Mireille, en la que va assolir força acceptació, mercès a la seva veu flexible, agradable i ben timbrada que manejava amb mestressa innegable. Lakmé, Don Giovanni, Mignon, Haydée, La Dame blanche, Prosèrpina, i altres partitures li van proporcionar els seus millors triomfs, tant a París com a Brussel·les.
Va estrenar Phryné, Falstaff, Les folies amoureuses, L'ile du rêve, Beaucoup de bruit pour rient (Molt soroll per no res), Le juif polonais, L'amour à la Bastille, La Vivandière, i algunes més.